# Al-Hilal Al-Sahili
|  | Aquest article tracta sobre el club de futbol del Iemen. Vegeu-ne altres significats a «Al-Hilal». |

L'Al-Hilal Al-Sahili (àrab: الهلال الساحلي, al-Hilāl as-Sāḥilī) és un club de futbol iemenita de la ciutat d'al-Hudayda. Al-Hilal significa ‘el Creixent’.
El club va ser fundat el 1971. Es proclamà campió de lliga els anys 2008 i 2009. També ha estat diversos cops campió de copa. Els seus colors són el blau i el blanc.

## Palmarès
- Lliga iemenita de futbol:

2008, 2009
- Copa President (Iemen):

2005, 2008
- Copa 26 de Setembre (Iemen):

2003